# 小佐々郵便局
小佐々郵便局（こさざゆうびんきょく）は長崎県佐世保市にある郵便局。民営化前の分類では集配特定郵便局であった。

## 概要
住所：〒857-0499 長崎県佐世保市小佐々町田原69番地23
佐世保市小佐々町（旧北松浦郡小佐々町、2006年（平成18年）に佐世保市に編入）の東部の中心的集落である田原地区に位置する。

## 沿革
- 1920年（大正9年）8月21日 - 開局。
- 1922年（大正11年）6月16日 - 電信電話業務開始。
- 1931年（昭和6年）2月11日 - 集配業務開始。
- 1978年（昭和53年）6月21日 - 電話交換および和文電報配達業務を佐々電報電話局に移管[1]。
- 1990年（平成2年）3月5日 - 楠泊郵便局から集配業務を移管。
- 1991年（平成3年）4月15日 - 北松浦郡小佐々町臼浦免から同町田原免に移転。
- 2007年（平成19年）10月1日 - 民営化に伴い、併設された郵便事業佐世保支店小佐々集配センターに一部業務を移管。
- 2012年（平成24年）10月1日 - 日本郵便株式会社発足に伴い、郵便事業佐世保支店小佐々集配センターを小佐々郵便局に統合。

## 取扱内容
- 郵便、印紙、ゆうパック、内容証明
- 貯金、為替、振替、振込、国際送金、国債
- 生命保険、バイク自賠責保険
- ゆうちょ銀行ATM
- 地方公共団体事務（証明書交付事務：佐世保市より受託）
- 宝くじの販売
- 佐世保市内の一部地域の集配業務

## 周辺
- 相浦警察署 小佐々警察官駐在所
- 佐世保市立小佐々小学校
- 小佐々幼稚園
- ながさき西海農業協同組合小佐々支店
- 永徳寺
- つづらダム
- 西川内橋

## アクセス
- 西肥バス 田原停留所下車、徒歩約1分
- 長崎県道18号佐々鹿町江迎線沿い
- 駐車場あり：3台